# Весь цей літературний джаз
«Весь цей літературний джаз» — книжка Олександра Клименка, вийшла друком 2017 року у видавництві «Discursus» і присвячена доньці письменника Ксенії Клименко. Назву книжки інспіровано фільмом Боба Фосса «All That Jazz», дизайн — оформленням платівки Майлза Девіса. Складається з розділів «Табун синестезійних відчуттів» і «У дзеркалі символічної Сени». До збірки ввійшли есеї та інтерв’ю, опубліковані у 2010–2016 рр. на сторінках літературних газет («Українська літературна газета», «Літературна Україна»), журналів («Березіль», «Київ», «Золота пектораль», «Перевал», «Світязь»), на сайтах («Буквоїд», «Ї», «Волинські новини» та ін.). Автор передмови Володимир Базилевський. Художнє оформлення Олександра Клименка.
Книжка ввійшла до коротких списків книжкового рейтингу «ЛітАкцент року — 2017» (номінація «Есеїстика й художній репортаж»).

## Зміст
- Володимир Базилевський. Духовний вимір[4]

Розділ перший. Табун синестезійних відчуттів
- Айва і Стівенсон
- Хобі й робота минають, а мистецтво — вічне
- Від забобонів традиційних до забобонів персональних
- З неба злети, карето![5]
- Який ваш творчий метод? (Відповідь на запитання «Літературної України»)
- На перехресті життя і творчості
- Рекомендації потенційному читачеві
- Читаючи «Книгу забуття»
- Чому я став автором «Ярославового Валу»?
- Книжки як сонячні бумеранги
- Диверсифікація української свідомості
- На колінах, із книжкою в руках
- Світ пограниччя
- Готель «Каліфорнія»
- Собор Паризької Богоматері
- Життя — пунктир асоціативний...[6]
- Симетрія під час асиметричної війни
- Корчак, Сендлерова, Кольбе: творчість = життя
- Руйнування ілюзій
- Кшиштоф Зануссі: творчість як предтеча мовчання
- Пол Маккартні: вчора, сьогодні, завжди[7]
- Чеслав Мілош: розгледіти час[8]
- Українське мистецтво у час «кіборгів»[9]
- Смуток Орфея[10]
- Політик-книголюб на письменницьких зборах
- Жадан у музичному дзеркалі[11]
- День пам’яті та примирення
- На берегах земної і небесної Мики (про Михтодя Волинця і Петра Потапенка)[12]
- Ввійти у ту саму куряву двічі
- Мій «Supraphon», мій «Місяць авторських читань»[13]
- Присвята Вітольдові Ґомбровичу[14]
- Кити, слони і космічна черепаха
- На березі українського часу Михтодя Волинця
- Маленька трагедія VS велика статистика
- Література у пошуках життя (про Марка Роберта Стеха та його «Есеїстику…»)[15]

Розділ другий. У дзеркалі символічної Сени
- «Письменник лише перед собою перебуває у боргу» (Розмовляв Віктор Яручик)
- «Найважливішим для мене було написати ці твори» (Розмовляла Лариса Кириченко)
- «Коростишів — моє світло і моя пітьма» (Розмовляла Наталія Міняйло)
- «Супрафонівські платівки вчили любити музику» (Розмовляв Володимир Лис)
- «У творі мають розв’язуватись серйозні завдання» (Розмовляла Галина Бабак)

## З видавничої анотації
Нова книжка Олександра Клименка — це роздуми про життя і мистецтво, мораль і політику, про естетичні та філософські завдання, які розв’язуються у творчості. Одне слово, про all that jazz.
Як зазначає у передмові Володимир Базилевський, книжка Клименка є логічним продовженням його попередньої праці — збірки літературно-критичних есеїв та інтерв’ю «Від не-початку і до не-кінця». «Весь цей літературний джаз» — інтелектуальна подорож територією літературно-музичної синестезії. Подорож у напрямку світоглядного перехрестя, де творчість урівнюється з життям, де роль письменника означає бути людиною не лише у часі написання твору, а й у повсякденному житті. Книжка містить есеї та інтерв’ю з відомим письменником.

## Рецензії
- Ігор Ольшевський. Коли все — джаз, або Такий непередбачуваний Сашко Клименко [Архівовано 18 грудня 2018 у Wayback Machine.] — Буквоїд, 2018

## Рейтинги
Книжка увійшла в п’ятірку книжкового рейтингу «ЛітАкцент року — 2017» (короткі списки в номінації «Есеїстика й художній репортаж»).